# Escupiré sobre vuestra tumba
Escupiré sobre vuestra tumba (título original en francés J'irai cracher sur vos tombes) es una novela del escritor francés Boris Vian, publicada bajo el pseudónimo de «Vernon Sullivan» en 1946 e ilustrada posteriormente por Jean Boullet en 1947.

## Argumento
Escupiré sobre vuestra tumba trata del racismo hacia el hombre negro «aprobado así por la justicia». 
Lee Anderson es un afroamericano de piel clara que llega a un pueblo donde los jóvenes están sedientos de alcohol y sexo. Con el pelo teñido de rubio para hacerse pasar por blanco y trabajando como vendedor en una librería, Lee oculta un secreto: la única razón por la que está allí es para vengar la muerte de su hermano, que murió linchado y colgado por haberse enamorado de una mujer blanca. Su plan es ganarse la confianza de los jóvenes del pueblo para poder seducir (y eventualmente secuestrar) a las herederas de la familia más acaudalada de la zona.